# Noël Deschamps

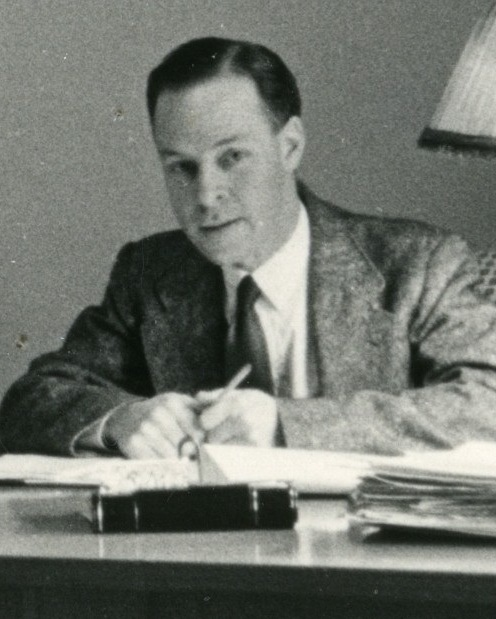
Noël Deschamps

Noël St. Clair Deschamps (* 25. Dezember 1908 in Brisbane; † 12. Mai 2005) war ein australischer Diplomat.

## Leben
Noël St. Clair Deschamps war der Sohn von Jacqueline Hester, geborene Irwin, und Joseph Mark Deschamps. Zu seinen Vorfahren gehörte Antonio Azzopardi. Er besuchte das Glamorgan Toorak, Melbourne, von 1919 bis 1922 Schulen in Rom und Brüssel von 1923 bis 1926 die Melbourne Grammar School. Von 1927 bis 1931 wurde er Bachelor der University of Cambridge.
Noël Deschamps trat 1937 in den auswärtigen Dienst des Australian Department of External Affairs. Er wurde in Ottawa, Nouméa (Neukaledonien), Paris, Dublin und Pretoria beschäftigt. Von 1946 bis 1947 war er Geschäftsträger in Moskau. Von 1949 bis 1952 leitete er die australische Militärmission in Berlin. Von 1952 bis 1956 zur Sueskrise war er Botschafter in Kairo. Von 1962 bis 1969 war er Botschafter in Phnom Penh (Kambodscha). Von 1969 bis 1974 war er Botschafter in Santiago de Chile. 1974 wurde er in den Ruhestand versetzt.